# نصرآباد (خوسف)
روستای نصرآباد، روستایی است از توابع بخش مرکزی خوسف شهرستان خوسف، واقع در استان خراسان جنوبی که بر اساس سرشماری سال 1395 مرکز آمار ایران، جمعیت آن بالغ بر 750 نفر بوده است .